# Навикы
На́викы (эст. Navikõ), ранее также Навинки и Новинки, в 1970—1997 годах — Но́вике и На́вике (эст. Navike) — деревня в волости Сетомаа уезда Вырумаа, Эстония. Исторически относится к нулку Мокорнулк.
До административной реформы местных самоуправлений Эстонии 2017 года входила в состав волости Меремяэ.

## География и описание
Расположена в 20 километрах к востоку от уездного центра — города Выру — и в 22 километрах к юго-западу от волостного центра — посёлка Вярска. Высота над уровнем моря — 103 метра.
Климат умеренный. Официальный язык — эстонский. Почтовый индекс — 65379.

## Население
По данным переписи населения 2021 года, в Навикы насчитывалось 3 жителя, все — эстонцы (сету в перечне национальностей выделены не были).
По данным переписи населения 2011 года, в деревне проживали 6 человек, все — эстонцы (сету в перечне национальностей выделены не были).
Численность населения деревни Навикы по данным переписей населения:
| Год  | 1959 | 1970 | 2000 | 2011 | 2021 |
| ---- | ---- | ---- | ---- | ---- | ---- |
| Чел. | 52   | ↘ 25 | ↘ 10 | ↘ 6  | ↘ 3  |

## История
В письменных источниках 1652 года упоминается Новинка, 1686 года — Новинки, 1849 года — Navike, 1882 года — Навинки, 1904 года — Navigõ, Нови́нки, примерно 1920 года — Naviki, 1949 года — Новике, 1996 года — Navigõ.
В XVII веке деревня подчинялась приказу нулка Мокорнулк Псково-Печерского монастыря, в XVIII веке относилась к Тайловскому приходу (эст. Taeluva kihelkond), в XIX веке входила в общину Обиница.
На военно-топографических картах Российской империи (1846–1867 годы), в состав которой входила Лифляндская губерния, деревня обозначена как Новинки.
В 1977—1997 годах деревня Навикы была частью деревни Хярмя.

## Происхождение топонима
Название может происходить от русского слова «новое» (для сравнения: на русском диалекте «новина» — «первый сбор нового урожая»). Название деревни Новинки в России встречается очень часто. Эстонский этнограф и языковед Юри Труусманн привёл в сравнение литовский топоним Науйена (Naujiena) (лит. «naujas» — «новый, молодой»).